# Katastrofa lotu SAM Colombia 501
Katastrofa lotu SAM Colombia 501 – katastrofa lotnicza samolotu Beoing 727-46, należącego do linii SAM Colombia, do której doszło 19 maja 1993 w Medellín w Kolumbii. W jej wyniku zginęły 132 osoby (125 pasażerów i 7 członków załogi), wszystkie osoby, które znajdowały się na pokładzie.

## Wypadek
Burza w rejonie utrudniła nawigację ADF, a RNG VOR/DME został zaatakowany przez terrorystów i był niesprawny.
Załoga zgłosiła się nad radiolatarnią Abejorral NDB na poziomie FL160, zbliżając się do Medellín. Następnie lot otrzymał zgodę na zniżanie do FL120. 727 w rzeczywistości nie dotarł jeszcze do radiolatarni i zniżył się do górzystego terenu. Samolot uderzył w górę Paramo Frontino na wysokości 11663 stóp.